# People of Earth
People of Earth est une série télévisée américaine en vingt épisodes de 22 minutes créée par David Jenkins et diffusée entre le 31 octobre 2016 et le 25 septembre 2017 sur TBS.
Cette série est inédite dans tous les pays francophones.

## Synopsis
Journaliste sceptique, Ozzie Graham intègre pour son enquête un groupe de personnes convaincues d'avoir été enlevées par des extra-terrestres. Progressivement, malgré toutes les excentricités qu'il découvre, il va envisager la possibilité d'avoir été lui-même enlevé par des extra-terrestres.

## Distribution
- Wyatt Cenac (en) : Ozzie Graham
- Luka Jones : Gerry Johnson
- Alice Wetterlund : Kelly Grady
- Michael Cassidy : Jonathan Walsh
- Tracee Chimo : Chelsea Healey
- Brian Huskey (en) : Richard Shenk/Shultz
- Nancy Lenehan : Margaret Flood
- Da'Vine Joy Randolph : Yvonne Watson
- Ken Hall : Jeff the Grey
- Björn Gustafsson (en) : Don the White
- Oscar Nuñez : Father Doug
- Ana Gasteyer : Gina Morrison
- Amy Landecker : Debbie Schultz
- Nasim Pedrad : agent Alex Foster (saison 2) et sa jumelle (saison 2, fin).

## Développement
Le pilote a été commandé le 13 mai 2015 sous le titre The Group et la série de dix épisodes le 7 janvier 2016.
Le 13 décembre 2016, une deuxième saison de dix épisodes a été commandée.
Le 13 septembre 2017, la série est renouvelée pour une troisième saison. Par contre le 8 juin 2018, TBS annule la série. Les scénarios de la troisième saison sont écrits mais le tournage n'a pas débuté.

## Épisodes

### Première saison (2016)
1. Pilot
2. Sponsored By
3. Acceptance
4. Past, Present and Future
5. Unexplained
6. Significant Other
7. Last Day on Earth
8. Mars or Bust
9. Lost and Found
10. Snake Man and Little Guy

### Deuxième saison (2017)
Elle a été diffusée à partir du 24 juillet 2017.
1. New Beginnings
2. Uneasy Alliance
3. Gerry's Return
4. Always a Day Away
5. Why Can't We Be Friends
6. Aftermath
7. Bee Kind
8. Alien Experiencer Expo
9. Truth or Dare
10. Game Night

## Accueil

### Réception critique
L'agrégateur de critiques Metacritic lui accorde une note de 72 sur 100 et celui de Rotten Tomatoes un score de 91%.